# Juan Antonio Güell y López
Juan Antonio Güell y López, conde de Güell, marqués de Comillas y conde de Ruiseñada (Comillas, 24 de junio de 1874-Cala d'Or, 17 de marzo de 1958) fue un empresario, político, coleccionista e historiador de arte español. Era nieto por línea materna de Antonio López y López, marqués de Comillas, el naviero y banquero que había protegido a Jacinto Verdaguer, hijo de Eusebio Güell, el gran protector de Antoni Gaudí, e Isabel López Bru, hija del primer marqués de Comillas. Era el mayor de diez hermanos.

## Biografía
Licenciado en Derecho, amplió estudios en Cambridge. Publicó un detallado estudio: Ensayo sociológico sobre un código de la Edad Media (Barcelona, 1901), trabajo histórico jurídico sobre el documento conocido como el Codi de Perelada, que recoge los privilegios y costumbres del condado de Ampurias-Perelada. A pesar de sus convicciones pacifistas, luchó en la Guerra de Marruecos en 1912, participando en las negociaciones que hicieron posible la entrada de las tropas españolas en Tetuán.
Fue presidente de la Compañía Transatlántica, fundada por su abuelo Antonio López; de la compañía cementera Asland, fundada por su padre; del Banco Hispano Colonial (1929-1931) y tuvo una destacada participación en la Compañía Española de Minas del Rif, que explotaba mineral de hierro del norte de África. En esta época el marqués de Comillas contó con la afinidad del diario gaditano La Información, publicación cercana al integrismo católico.
Miembro de la Real Academia Catalana de Bellas Artes de San Jorge desde el 20 de enero de 1927, pasó a ser su presidente el 24 de abril de 1928 hasta el comienzo de la guerra civil española el 19 de julio de 1936. Debido a su buena relación con el rey Alfonso XIII —al que le regaló una finca en la avenida Diagonal de Barcelona, que actualmente se conoce como Palacio de Pedralbes—, durante su presidencia obtuvo el título de «Real» para la Academia, que desde entonces también se llamaría «de Sant Jordi». Lo más importante fue que la Academia pasó de ser «provincial» a «catalana», con jurisdicción sobre toda Cataluña. Como presidente de la Academia formó parte de la Junta de Museos de Cataluña. Eran los años en que las antiguas Reales Academias catalanas —de Bellas Artes, de Bones Lletres, de Ciencias y Arte y Medicina— se unieron en una unión interacadémica que funcionaba activamente durante los años de la Generalidad de Cataluña republicana.

### Alcalde de Barcelona
Próximo a la Lliga Regionalista, como político fue comisario de Turismo y candidato a las elecciones al Parlamento de Cataluña de 1932 por la Liga Regionalista. El 26 de febrero de 1930 fue proclamado alcalde de Barcelona. Proclamó en nombre del rey el carácter oficial de la bandera y lengua catalana, «símbolos» de la personalidad histórica nacional de Cataluña, según escribió el mismo Güell. El 29 de marzo de 1931 inauguró diversos grupos escolares planificados antes de la dictadura y construidos por el Ayuntamiento por un acuerdo con el Ministerio de Instrucción Pública. Tomó la decisión, asesorado por Joaquín Folch y Torres y la Junta de Museos —de la que él también formaba parte— de instalar en el Palacio Nacional de Montjuic el museo que estaba ubicado hasta entonces en la Ciudadela y que se convertiría en el Museo de Arte de Cataluña, actualmente MNAC (Museo Nacional de Arte de Cataluña). Como alcalde, también entregó el gran edificio gótico del Hospital de la Santa Cruz a la Diputación de Barcelona para que fuese la futura sede del Instituto de Estudios Catalanes y de la Biblioteca de Cataluña. Cesó como alcalde de Barcelona tras la proclamación de la II República en abril de 1931.

### Coleccionista de arte

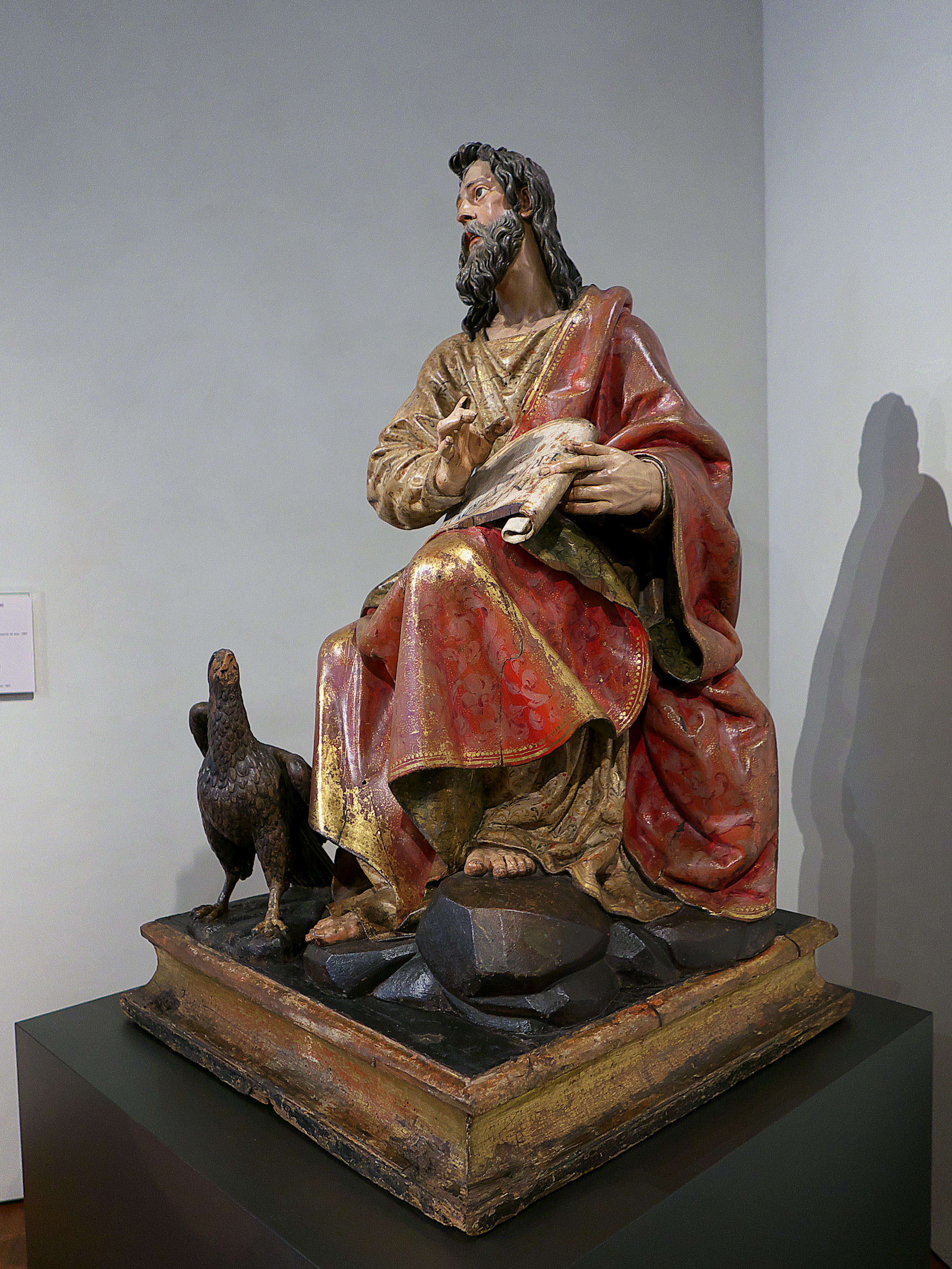
Museo Nacional de Escultura. San Juan Evangelista, Juan Martínez Montañés. Colección del Conde de Güell.

Joan Antoni Güell consiguió reunir una extraordinaria colección de escultura religiosa policromada, género en aquella época menosprecioado, pero que él quería reivindicar explícitamente. La colección contenía obras de Francisco Giralte, Martínez Montañés, Gregorio Fernández, Alonso Cano, Pedro y Luisa Roldán, Pedro de Mena, Francisco Salzillo o Ramón Amadeu entre otros. El mismo conde describió su colección en el libro La Sculpture polychrome religieuse espagnole: une collection, publicado en 1925 en París. A la muerte de Güell, la colección ingreso parcialmente en el Museo Nacional de Escultura de Valladolid en 1984, mientras diversas piezas se dispersaron.

### Exilio y regreso a España
En 1936, cuando estalló la guerra civil española, Güell se encontraba en Ibiza, pasando a Mallorca y desde allí marcharía hacia Francia, en un barco facilitado por la Casa Real británica. A pesar del impacto negativo que le causó la reacción brutal en Cataluña por parte de los anarquistas contra el orden y la iglesia, en Francia continuó manteniendo una postura claramente crítica contra el franquismo. En francés publicó Journal d'un expatrié catalan 1936-45 (Mónaco 1946). 
Finalmente regresó a España,[¿cuándo?] retirándose en Mallorca. En su testamento dispuso la creación de la Fundación Güell, destinada a la protección de las artes plásticas y de la música en tierras de habla catalana, entidad que comenzó su actividad en 1972 y que actualmente está vinculada estrechamente a la Academia de Sant Jordi.

### Santillana del Mar
Güell era un entusiasta de la población cántabra de Santillana del Mar, contribuyendo junto a otros nobles de la época —el duque de Alba y la marquesa de Benemejís—, al prestigio turístico de la villa y su entorno. Financió la traída de aguas a la villa y la restauración de la Torre del Merino, adquirió la Torre de don Borja y su edificio anexo –donados posteriormente a la infanta doña Paz–, patrocinó en 1929 la Exposición Regional de Arte exhibida en el parador Gil Blas, cooperó en las investigaciones de Altamira, fundó en las proximidades de la playa de Oyambre, un Club de Golf y llegó a proyectar la comunicación por hidroavión entre Santander y la citada playa. En 1927, fue declarado hijo adoptivo de Santillana del Mar.

## Obras publicadas
Algunas de las obras publicadas por Güell son:
- Ensayo sociológico sobre un código de la edad media (1901),sobre el código de Perelada;
- Notes pedagògiques i projecte d'una escola naval de comerç, presentado al Congrés Universitari Català (1903);
- Escultura polícroma religiosa española (Una colección) (1925);
- Apuntes de recuerdos (1926-29);
- La musa catalana: Geo-graphos (1935);
- El poeta Verdaguer (1927);
- Tres imatges (tres evocacions) (1935);
- Elogio de la cultura catalana (1935);
- Journal d'un expatrié catalan 1935-1945 (1946).

| Predecesor: Darío Rumeu y Freixa | Alcalde de Barcelona 1930-1931 | Sucesor: Jaume Aiguader |